# Zhi neng
Zhi neng (智能) o Chi-lel da alcuni parlanti statunitensi è uno stile di Qi gong ideato alla fine degli anni settanta dal dottor Pang He Ming.
Zhi (智) significa "conoscere", "comprendere"; Neng (能) significa "saper o poter fare". Zhi neng Qi gong (智能气功) significa quindi il Qi gong che sviluppa e consente di usare le capacità della mente. Infatti alcuni lo chiamano "Qi gong della saggezza" (wisdom qi gong).
Il suo scopo è quello di armonizzare il praticante con l'ambiente che lo circonda tramite l'equilibrazione del proprio Qi con il Qi dell'universo. In particolare, il tipo di Qi con il quale il Zhi neng lavora è lo Hun-yuan Qi (混元氣). Lo hun-yuan qi si definisce con tre caratteristiche:
- è il Qi originario, primordiale, dal quale tutta la materia si è formata, è quindi antecedente alla divisione della Natura in Yin e Yang;
- è presente in ogni cosa, in tutto l'universo;
- può essere mosso tramite la mente, con l'intenzione: chiunque concentrandosi può focalizzarlo in un punto qualsiasi dello spazio.

Con la pratica del Zhi neng è possibile modificare la struttura subatomica di ogni cosa. Questa capacità è insita in ognuno di noi, con questo stile di Qi gong siamo solamente in grado di rendere più efficace un tipo di operazione che già facciamo di continuo. Il desiderio, l'intenzione, è in grado di modificare l'ambientre che ci circonda, è solo questione di tempo e costanza, ma il risultato si ottiene.
Quindi il Zhi neng Qi gong è in grado di curare qualsiasi malattia, è sufficiente indirizzare la pratica verso il problema che vogliamo eliminare e la costanza nella pratica ci guarirà. La guarigione si ottiene con un automatico e in parte inconsapevole mutamento della struttura subatomica degli organi interessati. In maniera minore si modifica tutto il corpo, proprio perché l'obiettivo ultimo del Zhi neng è l'armonizzazione di tutto il nostro corpo con l'ambiente.
Il Zhi neng Qi gong può essere praticato da chiunque, indipendentemente dall'età o dallo stato di salute, l'importante è tenere presenti i seguenti principi:
- costanza
- corretta esecuzione dei movimenti
- calma e rilassamento
- concentrazione

La pratica individuale consente di affinare la propria capacità di gestire e condurre il Qi, la pratica in gruppo è però più potente, perché grazie all'unione dei campi energetici individuali permette di muovere un maggior quantitativo di energia (qi).

## Pang He Ming
Pang He Ming 庞鹤鸣 (nato nel 1940 a Dingxing, provincia dello Hebei, Cina) inizia la sua pratica medica secondo la medicina occidentale nel 1958, dopo essersi laureato presso il Collegio di medicina di Pechino. Dopo altri quattro anni di studio  presso l'Associazione medica cinese di Pechino fa il dottore di medicina tradizionale cinese, e proprio in questi anni si avvicina al Qi gong e al Taijiquan.
Alla fine degli anni settanta codifica il Zhi neng Qi gong. Nel 1980 diffonde la prima parte degli esercizi, nel 1985 la seconda e nel 1991 la terza.
Esistono sei livelli di Zhi neng Qi gong, ma solo i primi tre sono stati resi noti da Pang Ming in quanto si può accedere al successivo livello di pratica solo dopo aver perfettamente compreso gli esercizi del proprio livello.
Attualmente il gran maestro Pang He Ming si è ritirato dall'attività di insegnamento per dedicarsi nuovamente allo studio del Zhi neng.

## L'istituto Hua Xia Zhi neng Qi gong training center
Nel 1988 il gran maestro Pang He Ming fondò lo Hua Xia Zhi neng Qi gong training centre, ossia un ospedale ove migliaia di persone venivano addestrate nella pratica del Zhi neng per guarire dalle malattie senza medicine. All'inizio l'istituto era situato a Shijiazhuang, nella provincia dello Hebei, con il nome di Hebei Shijiazhuang Zhineng Qigong College, ma nel novembre 1991 si spostò a Qinhuandao con il nome definitivo. Nel 1996 viene fondato inoltre lo Hua Xia Zhineng Healing Center a Fengrun, nella contea Tangshan, sempre nella provincia dello Hebei.
Nel 2000 però la sede dovette chiudere a causa del divieto di pratica di Qi gong per gruppi di più di 50 persone stabilito dal governo cinese in seguito agli avvenimenti legati alla setta Fa-lun gong. In dodici anni nella Hua Xia sono transitati più di 300.000 degenti afflitti da più di 180 sindromi diverse registrando un miglioramento delle condizioni nel 95% dei casi. Nel 1997 lo China Sports Boreau fece un'indagine per evidenziare quali sono i venti migliori stili di Qi gong riguardo al miglioramento della salute e il zhineng risultò al primo posto.

## Il primo livello
Gli esercizi principali del primo livello di Zhi neng qi gong sono i seguenti:
- la forma Peng qi guan din
- la posizione statica di fusione dei tre cuori (San xin pin Zhan-zhuan)
- le flessioni sulle gambe (dun qian fa)
- zhen-qi
- stiramento dell'energia (la-qi)

Dopo ogni movimento di raccolta dello hun-yuan qi si porta questo al dan tian inferiore.
Prima di iniziare ognuno di questi esercizi è bene prepararsi nel modo seguente:
1. rilassare ogni parte del corpo partendo dall'alto verso il basso
2. creare un campo energetico, al fine di fondersi il più possibile con lo Hun-yuan qi dell'universo. Per creare un campo energetico è sufficiente immaginare di ingrandirsi sempre di più, aumentando le proprie dimensioni sino a comprendere gradualmente tutto il cosmo.
3. indirizzare la pratica verso un obiettivo (per esempio guarire il cuore, oppure rafforzare i muscoli delle gambe, far crescere la pianta che ho accanto...)

I punti del corpo stimolati sono qui elencati dall'alto al basso:
- Bai-hui: sul piano sagittale mediale del corpo, si trova all'apice del capo sopra le orecchie;
- Yin-tan: a metà strada tra le sopracciglia;
- Yu-zhen: dietro il capo, opposto a YIN-TAN;
- Chi-hu: sono due punti, sopra ogni capezzolo, immediatamente sotto la clavicola;
- Da-bao: sono due punti opposti (uno a sinistra l'altro a destra) all'altezza della parte finale dello sterno, sono situati sul piano frontale mediale del corpo;
- Ming-men: sulla colonna vertebrale, all'altezza dell'ombelico;
- Lao-gun: chiudendo ogni mano a pugno, è dove il medio tocca il palmo;
- Hui-yin: a metà strada tra l'ano e i genitali;
- Yong-quan: sulla pianta di ogni piede, a metà sulla linea che connette il terzo dito al tallone.

### Peng Qi Guan Ding Fa[1]
Peng  Qi Guan Ding Fa significa "Metodo per raccogliere il qi e farlo penetrare dalla sommità della testa dalla testa" .
Fa parte del primo livello e del primo stadio, quello dello hunyuan esterno, dei metodi dinamici del Zhineng Qigong.
Ha lo scopo di assorbire lo hunyuan qi dell’universo attraverso il processo di fusione della coscienza con esso per migliorare lo stato di salute generale e coltivare il benessere psicofisco. Ciò avviene attraverso movimenti di espansione (portare il qi interno verso l’esterno) e raccolta (portare il qi esterno verso l’interno) accompagnati dall’attività mentale.
Si compone di cinque sezioni:
- Apertura;
- Muovere il qi davanti e sollevarlo di lato;
- Muovere il qi di lato e sollevarlo davanti;
- Muovere e sollevare il qi di lato e davanti;
- Chiusura.

### Libri scritti da Pang Heming
Nessuno dei suoi libri è stato tradotto dal cinese.
- Un'introduzione al Zhi neng Qi gong
- Fondamenti di Zhi neng Qi gong: la teoria dell'interezza Hunyuan
- Essenza di Zhi neng Qi gong
- Metodologia pratica di Zhi neng Qi gong
- Tecniche di Zhi neng Qi gong: super-intelligenza
- Raccolta di vari Qi gong tradizionali
- Qi gong e culture umane
- Una breve introduzione alla storia del Qi gong cinese
- Ricerca scientifica moderna sul Qi gong

### Libri sul Zhi neng Qi gong
- Vito Marino, Ramon Testa, Zhineng Qigong. Manuale completo di teoria e pratica di Qigong, Nuova IPSA 2007 ISBN 887676352X
- Xiaoguang Jin, Joseph Marcello, Life More Abundant: The Science of Zhineng Qigong Principles and Practices, Infinity Publishing 1999 ISBN 0741400731, ISBN 978-0741400734
- Pang Heming, Using YiShi: developing human potential through qigong, traduzione di Samuel Lau (2007) ISBN 981-233-605-2 lo si trova su questo sito. Sono compresi due DVD. Il libro è la trascrizione di una lezione teorica tenuta alla Huaxià nei primi anni Novanta da Pang Ming,  presente nei DVD.
- Luke Chan, 101 Miracles of Natural Healing Benefactor Press 1996 ISBN 0963734148, ISBN 978-0963734143
- Yuantong Liu, Basic Theories And Methods Of Zhineng Qigong, CreateSpace 2008 ISBN 144040349X, ISBN 978-1440403491
- Ooi Kean Hin, Elementary Guide to Zhineng Qigong (Level 1 and 2), Island Zhineng Qigong Centre F-8 Rifle Range Flats, 11400 Penang, Malaysia, ISBN 983-41012-0-1;
- Hou Hee Chan, Chi-lel  Qigong: Body and Mind Method (Level 2) ISBN 0-9637341-9-9;
- Zhou Jing Hong, Jean Becchio, Zhi neng Qi Gong de Pang He Ming: Le qigong de la sagesse, Paris, You Feng 1999 (14-Condé-sur-Noireau: Impr. Corlet) ISBN 2-84279-015-4
- Patricia van Walstijn & Roy Martina, Chineng Qigong
- Patricia van Walstijn, Geïnspireerd & ontspannen leven
- Luc Théler, Grundlagen und Praxis des Hunyuan Qigong in der Bewegung der Natur
- Mantak Chia 'The inner smile'
- Ming Pang, I Metodi della Scienza del Zhineng Qigong, traduzione di Delia Trezza, Licia Quartararo, Amanda Carloni, Lulu.com, 2018  [I edizione in lingua cinese: 1992], ISBN 9780244465698.
- Amanda Carloni e Linda Mille, Liberare il flusso vitale, Lulu.com, 2018, ISBN 9780244412630.
- Pàng Mìng, Le Abilità Paranormali, Le Tecniche della Scienza del Zhineng Qigong, traduzione di Maria Grazia Mauri e Elisa Ghezzi - Edizioni Nisroch, Aprile 2021 - ISBN 9788831381260[1]